# Juegos Panamericanos Junior de 2021
Los Juegos Panamericanos Junior 2021, también conocidos como Cali-Valle 2021, fue la primera edición de los Juegos Panamericanos Junior, evento multideportivo para atletas jóvenes que se celebró en la ciudad de Cali y el Valle del Cauca, Colombia.
Cali fue elegida el 27 de marzo de 2019 frente a las candidaturas de Monterrey (México) y Santa Ana (El Salvador).

## Historia
Los Juegos Panamericanos son el evento deportivo más importante de América, justas que se realizan cada cuatro años desde 1951. Santiago de Cali fue sede de los juegos en 1971.
De estas justas nacen los I Juegos Panamericanos Junior, que se realizarán por primera vez en el año 2021 en Santiago de Cali, donde participarán atletas entre los 18 y 21 años, en 28 deportes divididos en 42 disciplinas. El objetivo de los mismos es impulsar a las nuevas generaciones, así como visibilizar nuevos talentos y apoyar el desarrollo del deporte en las categorías juveniles, mejorando la inversión de los diferentes países en jóvenes deportistas, a través de su participación en eventos de alto alcance.
Motivación, visión y legado I Juegos Paramericanos Junior 2021
Santiago de Cali es la ciudad capital del departamento del Valle del Cauca. Está ubicada al suroccidente de Colombia y es reconocida como uno de los principales centros económicos e industriales del país. 
Su historia deportiva fue impulsada con la realización de los VI Juegos Panamericanos de 1971 y los Juegos Mundiales del 2013, legados que le permitieron también ser la sede de eventos de talla mundial y que lograron posicionarla como una ciudad deportiva internacional e incluso, otorgarle el título de la “Capital Deportiva de América”.
Santiago de Cali, se presenta hoy ante el continente como la sede de los I Juegos Panamericanos Junior de 2021, por su potencial deportivo y por ser una capital moderna, progresista y de gran infraestructura, un territorio acogedor que tiene como su mejor patrimonio el calor humano de sus habitantes. También su potencial para fortalecer el papel del deporte en la sociedad y promover los valores del mismo bajo el entorno de sostenibilidad, credibilidad y juventud.
Unido con los objetivos de desarrollo sostenible propuestos por la ONU, precisamente el de garantizar una vida saludable y promover el bienestar universal, los Juegos Panamericanos Junior están aportando desde su realización a la comunidad a incluir hábitos saludables y llevar una vida activa desde la práctica del deporte. Santiago de Cali y todas sus fuerzas vivas propician así colocar el deporte y la actividad física como un gran legado histórico de los Juegos Panamericanos a nuestra región, creando la cultura del juego limpio, a la no discriminación frente a la orientación sexual y promoviendo la igualdad de género.
Sin duda alguna, con la realización de estas justas, se crea un vínculo de acción social entre el deporte, la cultura y la educación ciudadana, que sirve para unirnos y nos permite interactuar por medio de un mismo lenguaje, el deporte.
Hoy, como hace 50 años, el continente americano deposita en nosotros la confianza, hermandad y la gran responsabilidad de realizar los I Juegos Panamericanos Junior, para que sean orgullo de la juventud de todos los países hermanos y que alrededor de una gran fiesta ecuménica nos abrazaremos en CALI VALLE 2021.

### Fecha de realización
El evento se realizaría en junio de 2021 y septiembre de 2021 pero dada la emergencia sanitaria y en el marco del Paro Nacional convocarían a más cuatro mil deportistas entre las edades de 18 y 21 años de 41 países americanos que competirán en más de 30 disciplinas. Sin embargo, debido a la emergencia sanitaria causada por el COVID-19, pues la fecha se aplazó en más de una ocasión.
En agosto de 2020, se confirmó la nueva fecha para la realización de los I Juegos Panamericanos Junior, Cali 2021". Una de las decisiones más esperadas para todos los Comités Olímpicos Nacionales, Federaciones Internacionales, Confederaciones Panamericanas y, por supuesto, los jóvenes atletas de las Américas finalmente ha sido confirmada por el Gobierno del presidente Iván Duque: la ciudad de Cali, Colombia organizará los primeros Juegos Panamericanos Juveniles de Cali-Valle 2021", del 25 de noviembre al 5 de diciembre de 2021.
En los ajustes de este evento, las edades de participación está diseñado para atletas jóvenes de entre 14 y 22 años. 
Los primeros Juegos Panamericanos Juveniles de Cali 2021 contaronn con 3500 atletas de las 41 naciones miembros de Panam Sports compitiendo en un total de 27 deportes.

## Sedes
Cali y otras seis ciudades (Buga, Yumbo, Jamundí, Calima, Palmira y Barranquilla) son sedes y subsedes de las competencias.

### Cali
| Sede                                     | Deportes                                              | Aforo  | Ref.  |
| ---------------------------------------- | ----------------------------------------------------- | ------ | ----- |
| Estadio Olímpico Pascual Guerrero        | Atletismo Ceremonia de apertura Ceremonia de clausura | 35.405 | [ 7 ] |
| Coliseo de Bolos                         | Bolos                                                 |        |       |
| Club Campestre de Cali                   | Pentatlón Moderno Squash Tenis                        |        |       |
| Coliseo El Pueblo                        | Gimnasia (Todas las disciplinas)                      | 12.000 | [ 8 ] |
| Club Deportivo CVC Bernardo Tobar        | Tiro                                                  |        |       |
| Coliseo Evangelista Mora                 | Voleibol (piso)                                       |        |       |
| Piscinas Hernando Botero O'byrne         | Natación Artística Clavados Natación                  |        |       |
| Coliseo de Hockey en Línea Miguel Calero | Taekwondo Lucha                                       |        |       |
| Coliseo Iván Vassilev Todorov            | Balonmano                                             |        |       |
| Complejo deportivo Panamericano          | Baloncesto 3x3, Voleibol playa                        |        |       |
| Skate Park Calida                        | Patinaje Skateboarding                                |        |       |
| World Cup Skate Track                    | Patinaje de velocidad                                 |        |       |
| Velódromo Alcides Nieto Patiño           | Ciclismo (pista), Patinaje artístico                  |        |       |

### Buga
| Sede                       | Deportes         | Aforo | Ref. |
| -------------------------- | ---------------- | ----- | ---- |
| Luis Ignacio Álvarez Arena | Boxeo            |       |      |
| Polideportivo del Norte    | Ciclismo (BMX)   |       |      |
| Circuito urbano            | Ciclismo de ruta |       |      |

### Barranquilla
| Sede                    | Deportes | Aforo  | Ref.  |
| ----------------------- | -------- | ------ | ----- |
| Estadio Édgar Rentería  | Béisbol  | 12.000 | [ 9 ] |
| Estadio Edgardo Schemel | Softbol  |        |       |

### Jamundí
| Sede                           | Deportes    | Aforo | Ref. |
| ------------------------------ | ----------- | ----- | ---- |
| Coliseo de Combate Yuri Alvear | Judo Karate |       |      |

### Calima El Darien
| Sede        | Deportes                    | Aforo | Ref. |
| ----------- | --------------------------- | ----- | ---- |
| Lago Calima | Canotaje Remo Triatlón Vela |       |      |

### Palmira
| Sede                             | Deportes               | Aforo | Ref. |
| -------------------------------- | ---------------------- | ----- | ---- |
| Estadio Francisco Rivera Escobar | Tiro con arco          |       |      |
| Coliseo Blanco Multifuncional 1  | Tenis de mesa          |       |      |
| Coliseo Ramón Elías López        | Levantamiento de pesas |       |      |

### Yumbo
| Sede                                 | Deportes            | Aforo | Ref. |
| ------------------------------------ | ------------------- | ----- | ---- |
| Centro de Eventos Valle del Pacífico | Badminton           |       |      |
| Pista Raúl Pizarro                   | Ciclismo de montaña |       |      |

## Comité Organizador

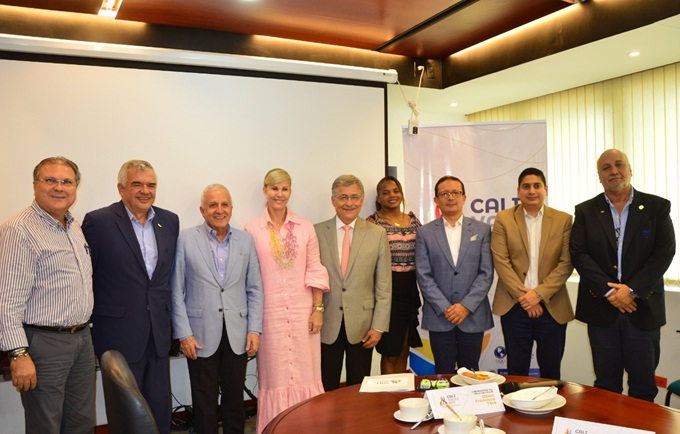
Comité Directivo de los Juegos Panamericanos Junior Cali - Valle 2021

Bajo resolución N.º 015, el Comité Olímpico Colombiano resuelve que el Comité Organizador de los I Juegos Panamericanos Junior Cali 2021, se encargará de dirigir y orientar toda la organización de los Juegos. El comité está compuesto por:
- Baltazar Medina, Presidente del Comité Olímpico Colombiano.
- Ciro Solano, Secretario General Comité Olímpico Colombiano.
- Ernesto Lucena, Ministro del Deporte.
- Miguel Acevedo, Director de Posicionamiento y Liderazgo del Ministerio del Deporte.
- Clara Luz Roldán o su delegado, Gobernadora del Valle del Cauca.
- Jorge Iván Ospina o su delegado, Alcalde de Cali.
- Víctor Manuel Ramos, Representante de las Federaciones Nacionales.
- Adriana Herrera Botta, representante del Sector Privado.
- Roberto Pizarro Mondragón, representante del Sector Privado.
- Jackeline Rentería Castillo, representante de los Atletas.

## Propuesta Educativa
Para Cali, como la sede de los I Juegos Panamericanos Junior Cali 2021, no solo implica una responsabilidad deportiva sino también una apuesta cultural, educativa y social.
La propuesta educativa tendrá presente dos aspectos:
La Agenda Educativa
Serán un ciclo de conferencias con los más importantes medallistas panamericanos, mundiales y olímpicos; igualmente charlas y talleres enfocados en el desaprendizaje de la violencia a través del deporte y el tema de inclusión social. Se sumarán a estas temáticas experiencias exitosas de la vida post deporte, entre otros temas de interés.
Las Escuelas Panamericanas
Con el fin de continuar con este intercambio de conocimientos, un año antes de iniciar los I Juegos Panamericanos Junior 2021, conjuntamente con las Secretarías de Educación Municipal y Departamental, a través de los colegios públicos y privados, así como universidades como la Escuela Nacional del Deporte, desplegaremos un programa de capacitación que fomente el espíritu y la cultura del deporte en la juventud.

## Actividades Previas
Durante los XVIII Juegos Panamericanos Lima 2019, Panam Sports realizó la LVII Asamblea General, en la que el Comité Organizador de los I Juegos Panamericanos Junior Cali 2021 realizó la presentación del evento, así como la ciudad sede en un informe.
En este evento participó el Ministro del Deporte, Ernesto Lucena. También se estuvo el presidente del Comité Olímpico Colombiano, Baltazar Medina y la gobernadora del Valle del Cauca, Dilian Francisca Toro.
Durante esta asamblea se presentaron los avances y propuestas relacionadas con los costos de los juegos, el compromiso del comité organizador, la infraestructura de servicios, red hospitalaria, alimentación de los atletas, hotelería e infraestructura deportiva para los Juegos Panamericanos Junior Cali Valle 2021.

## Emblema
Debido a que esta es la primera versión de los Juegos Panamericanos Junior, la realización de los mismos girará en torno a ser el número uno. Igualmente, se resaltarán los valores de la juventud y la fuerza de cambio que viene con esto, por eso el emblema es "Todo X Vos".
"Sabemos lo que el mundo espera de nosotros. Nacimos para transformar lo que conocemos en lo queremos; no vivimos por presión sino por pasión y entendimos que el premio de competir es compartir. Así que, si el mundo está en nuestras manos, está en las mejores.
Hoy es nuestro momento de demostrarles que estamos hechos de juventud que cuando pierde no se derrota y cuando gana no se detiene. Por eso nuestro primer paso hará historia, nuestra historia, la de nuestros países, la de nuestro continente; la de una hermandad panamericana que vaya por todo, que no conozca barreras y que asuma el poder de la diferencia, porque ser distintos nos hace únicos.
Vamos a cambiar el mundo y vamos a hacerlo ya, vamos a marcar la historia y vamos a hacerlo aquí, vamos a ser grandes y lo vamos a hacer hoy, vamos a darlo todo y todo será por vos".

## Personaje Oficial de los Juegos

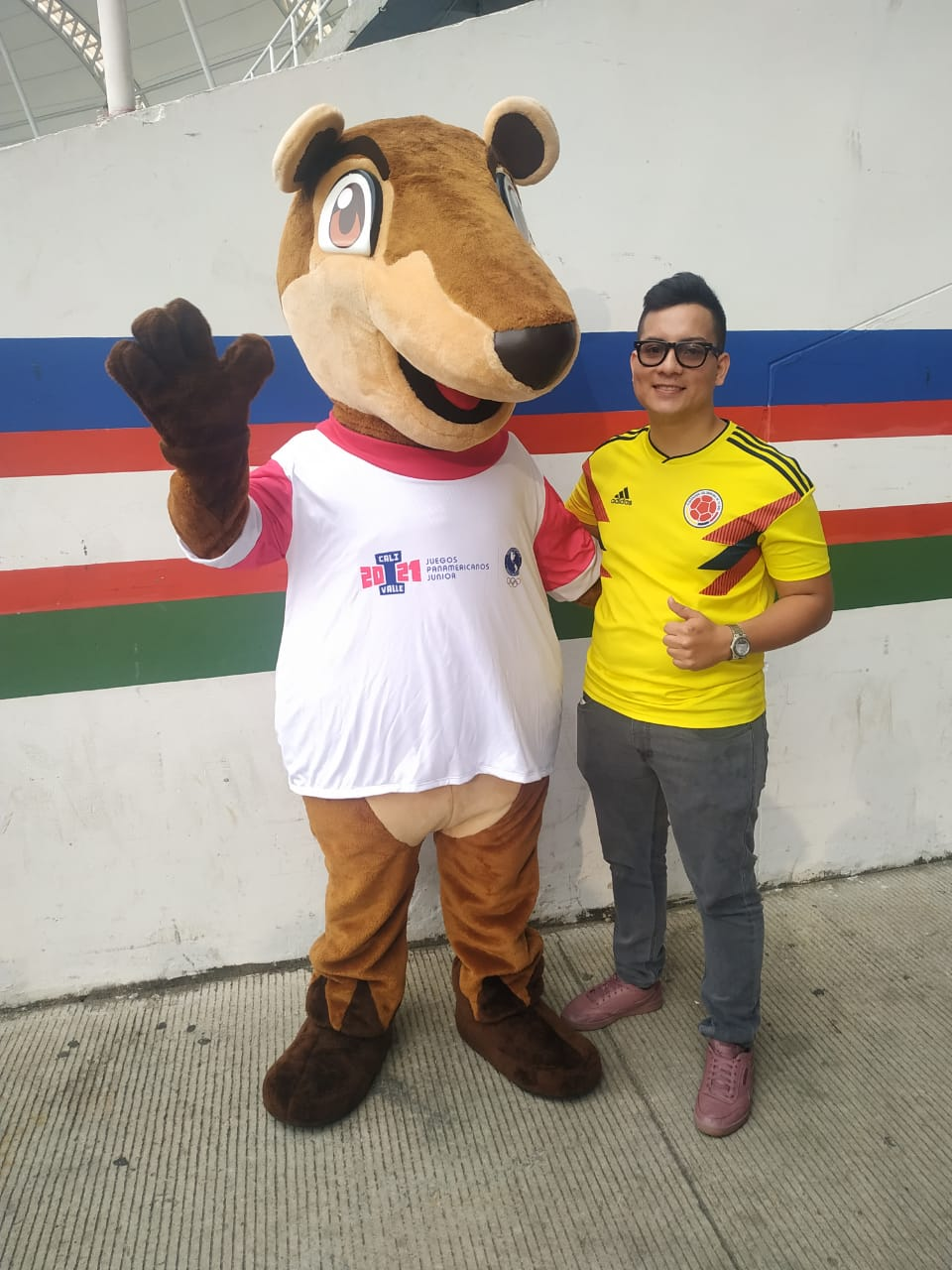
Pana junto a su diseñador, Brayan Rangel

Para seleccionar la mascota de los I Juegos Panamericanos Junior Cali Valle 2021, el 10 de diciembre de 2019 se abrió una convocatoria, para que diferentes personas pudieran enviar sus propuestas. Este concurso finaliza el 20 de diciembre del mismo año, y el ganador se conocerá el 23 de diciembre. La mascota se dará a conocer en un evento oficial el día 1 de marzo de 2020.
Un amistoso Coatí llamado “Pana” será la cara de los primeros Juegos Panamericanos Junior de la historia. El llamativo personaje fue presentado en el Estadio Pascual Guerrero, previo al duelo Internacional entre leyendas del Barcelona de España y la Selección de Colombia de todos los tiempos. Pana dio el puntapié inicial.
El Coatí es un animal conocido por su capacidad de prosperar en varios climas que abarcan desde los Estados Unidos hasta la Argentina, lo que representa la diversidad duradera de la región. Aunque la familia panamericana abarca 41 países, Pana nos recuerda que a pesar de las fronteras y los kilómetros intermedios, todos tienen algo en común.
El nombre "Pana" no es solo un guiño a la Familia Panamericana, sino que también representa el dialecto colombiano único. Nacido de una expresión colombiana, "pana" es sinónimo de "amigo", "compañero" y "aliado". El nombre se adapta a los Coatí, un animal que comúnmente se encuentra viviendo en grupos de 30 o más.
Pana y su familia Coatí son atletas expertos como nadadores y escaladores que nunca retroceden ante un desafío a pesar de su tamaño, lo que hace del personaje la encarnación perfecta del espíritu de los Juegos Panamericanos Junior.

"Pana me pareció muy chevere. Su nombre también es muy agradable, me encantó. Contenta de que nos representará y será el símbolo de los miles deportistas que vendrán a competir acá en el Valle del Cauca. Desde hoy todos somos PANA

Señaló Valeria Cabezas, una joven estrella del atletismo de Colombia. 
El diseño de la mascota ganadora fue elegido después de recibir más de 100 propuestas de la comunidad. El ganador es un diseñador de 26 años llamado Brayan Rangel, quien estuvo presente en la ceremonia de lanzamiento del personaje.

## Deportes
Los siguientes deportes son los oficiales en el calendario panamericano:
- Atletismo (45) (detalles)
- Bádminton (3) (detalles)
- Baloncesto 3x3 (3) (detalles)
- Balonmano (2) (detalles)
- Béisbol (1) (detalles)
- Bolos (4) (detalles)
- Boxeo (13) (detalles)
- Canotaje de velocidad (12) (detalles)
- Ciclismo (detalles)
  -  Ciclismo BMX (2) 
  -  Ciclismo de montaña (2) 
  -  Ciclismo en pista (12) 
  -  Ciclismo en ruta (4)
- Deportes acuáticos
  -  Clavados (7) (detalles)
  -  Natación artística (4) (detalles)
  -  Natación (36) (detalles)
- Deportes de precisión
  -  Tiro con arco (8) (detalles)
  -  Tiro deportivo (6) (detalles)
- Esgrima (6) (detalles)
- Gimnasia (detalles)
  -  Gimnasia artística (14)
  -  Gimnasia rítmica (8)
  -  Gimnasia en trampolín (4)
- Judo (14) (detalles)
- Karate (10) (detalles)
- Levantamiento de pesas (14) (detalles)
- Lucha (18) (detalles)
- Patinaje
  -  Patinaje artístico (2) (detalles)
  -  Patinaje de velocidad (12) (detalles)
  -  Skateboarding (2) (detalles)
- Pentatlón moderno (3) (detalles)
- Remo (10) (detalles)
- Squash (6) (detalles)
- Sóftbol (1) (detalles)
- Taekwondo (8) (detalles)
- Tenis (5) (detalles)
- Tenis de mesa (7) (detalles)
- Triatlón (3) (detalles)
- Vela (4) (detalles)
- Voleibol
  -  Voleibol (2) (detalles)
  -  Voleibol de playa (2) (detalles)

### Países participantes
En esta primera edición de los Juegos Panamericanos Junior, los 41 países miembros de la ODEPA enviaron delegaciones de deportistas.
A continuación, los países participantes junto al código COI de cada uno:
- Antigua y Barbuda  (ANT) (8)[15]
- Argentina  (ARG) (162)[16]
- Aruba  (ARU) (11)[17]
- Bahamas  (BAH) (18)[18]
- Barbados  (BAR) (14)[19]
- Belice  (BIZ) (10)[20]
- Bermudas  (BER) (12)[21]
- Bolivia  (BOL) (54)[22]
- Brasil  (BRA) (244)[23]
- Canadá  (CAN) (29)[24]
- Chile  (CHI) (147)[25]
- Colombia  (COL) (233)[26]
- Costa Rica  (CRC) (61)[27]
- Cuba  (CUB) (148)[28]
- Dominica  (DMA) (7)[29]
- Ecuador  (ECU) (157)[30]
- El Salvador  (ESA) (54)[31]
- Estados Unidos  (USA) (123)[32]
- Granada  (GRN) (10)[33]
- Guatemala  (GUA) (100)[34]
- Guyana  (GUY) (21)[35]
- Haití  (HAI) (11)[36]
- Honduras  (HON) (11)[37]
- Islas Caimán  (CAY) (12)[38]
- Islas Vírgenes Británicas  (IVB) (4)[39]
- Islas Vírgenes de los Estados Unidos  (ISV) (6)[40]
- Jamaica  (JAM) (16)[41]
- México  (MEX) (245)[42]
- Nicaragua  (NIC) (17)[43]
- Panamá  (PAN) (43)[44]
- Paraguay  (PAR) (69)[45]
- Perú  (PER) (160)[46]
- Puerto Rico  (PUR) (91)[47]
- República Dominicana  (DOM) (92)[48]
- San Cristóbal y Nieves  (SKN) (3)[49]
- San Vicente y las Granadinas  (VIN) (6)[50]
- Santa Lucía  (LCA) (6)[51]
- Surinam  (SUR) (6)[52]
- Trinidad y Tobago  (TRI) (18)[53]
- Uruguay  (URU) (36)[54]
- Venezuela  (VEN) (136)[55]

## Desarrollo
En el siguiente calendario de eventos, cada casilla azul representa una competición, como una ronda clasificatoria, en ese día. Las casillas amarillas representan los días durante los cuales se llevaron a cabo los eventos finales de un deporte. El número en cada casilla representa el número de finales que se disputaron ese día. Los eventos empezaron el 23 de noviembre, dos días antes de la ceremonia de apertura, y culminan el 5 de diciembre con la ceremonia de clausura.

### Medallero
País organizador
| Núm.  | País                   | Oro | Plata | Bronce | Total |
| ----- | ---------------------- | --- | ----- | ------ | ----- |
| 1     | Brasil                 | 59  | 49    | 55     | 163   |
| 2     | Colombia               | 48  | 34    | 63     | 145   |
| 3     | Estados Unidos         | 47  | 29    | 38     | 114   |
| 4     | México                 | 46  | 78    | 48     | 172   |
| 5     | Cuba                   | 29  | 19    | 22     | 70    |
| 6     | Argentina              | 19  | 22    | 32     | 73    |
| 7     | Ecuador                | 15  | 14    | 24     | 53    |
| 8     | Chile                  | 12  | 15    | 31     | 58    |
| 9     | Puerto Rico            | 8   | 4     | 8      | 20    |
| 10    | Uruguay                | 8   | 3     | 3      | 14    |
| 11    | Venezuela              | 7   | 8     | 21     | 36    |
| 12    | Perú                   | 6   | 15    | 14     | 35    |
| 13    | República Dominicana   | 5   | 8     | 10     | 23    |
| 14    | Canadá                 | 4   | 1     | 5      | 10    |
| 15    | Paraguay               | 2   | 4     | 4      | 10    |
| 16    | Costa Rica             | 2   | 3     | 5      | 10    |
| 17    | Aruba                  | 2   | 1     | 0      | 3     |
| 18    | Guatemala              | 1   | 5     | 10     | 16    |
| 19    | Bolivia                | 1   | 1     | 2      | 4     |
| 20    | El Salvador            | 0   | 3     | 5      | 8     |
| 21    | Trinidad y Tobago      | 0   | 1     | 1      | 2     |
| 22    | Bermudas               | 0   | 1     | 0      | 1     |
| 22    | Granada                | 0   | 1     | 0      | 1     |
| 22    | Guyana                 | 0   | 1     | 0      | 1     |
| 22    | Nicaragua              | 0   | 1     | 0      | 1     |
| 22    | San Cristóbal y Nieves | 0   | 1     | 0      | 1     |
| 27    | Panamá                 | 0   | 0     | 5      | 5     |
| 28    | Bahamas                | 0   | 0     | 1      | 1     |
| 28    | Barbados               | 0   | 0     | 1      | 1     |
| 28    | Honduras               | 0   | 0     | 1      | 1     |
| 28    | Santa Lucía            | 0   | 0     | 1      | 1     |
| Total | Total                  | 321 | 322   | 410    | 1053  |

## Transmisión
- Brasil: Canal del Comité Olímpico Brasileño y Game Sports
- Colombia: Señal Colombia, Telepacífico, Canal Capital, Win Sports, Telecaribe, Telecaribe PLUS y Canal Trece
- Chile: Televisión Nacional de Chile, Chilevisión y Canal 13